# Platyarthrus reticulatus
Platyarthrus reticulatus là một loài chân đều trong họ Platyarthridae. Loài này được Radu miêu tả khoa học năm 1960.